# Ardops nichollsi
Ardops nichollsi là một loài động vật có vú thuộc chi đơn loài Ardops trong họ Dơi mũi lá, bộ Dơi. Chúng được Miller mô tả cấp chi năm 1906 và được Thomas mô tả cấp loài năm 1891.

## Hình ảnh